# مارگوس تامکیوی
مارگوس تامکیوی (استونیایی: Margus Tammekivi؛ زادهٔ ۲۳ ژانویهٔ ۱۹۵۶) سیاستمدار و نماینده سابق مجلس اهل استونی است.